# 泉町 (豊田市)
泉町（いずみちょう）は、愛知県豊田市の町名。現行行政地名は、泉町1丁目〜泉町3丁目と7の字が存在する。住居表示は行われていない。

## 地理

### 字（小字）
- 梅ケ根（うめがね）
- 上前田（かみまえだ）
- 神高（かんだか）
- 下前田（しもまえだ）
- 林畦（はやしぐろ）
- 日四方（ひよも）
- 山田（やまだ）

## 世帯数と人口

### 人口の変遷
国勢調査による人口および世帯数の推移。
| 1995年（平成7年）  | 485世帯 1699人 |  |
| 2000年（平成12年） | 535世帯 1709人 |  |
| 2005年（平成17年） | 563世帯 1712人 |  |
| 2010年（平成22年） | 567世帯 1653人 |  |
| 2015年（平成27年） | 625世帯 1628人 |  |
| 2020年（令和2年）  | 697世帯 1754人 |  |

## 学区
市立小・中学校に通う場合、学区は以下の通りとなる。
| 丁目・字     | 番地 | 小学校               | 中学校             |
| ------------ | ---- | -------------------- | ------------------ |
| 泉町（全域） | 全域 | 豊田市立古瀬間小学校 | 豊田市立益富中学校 |

## 交通
- 国道301号

## 施設
- 泉瀬戸公園
- 神明宮

### WEB
1. 1 2  総務省統計局 (2022年2月10日). “令和2年国勢調査の調査結果(e-Stat) - 男女別人口，外国人人口及び世帯数－町丁・字等” (CSV). 2023年8月2日閲覧。
2. ↑  “愛知県豊田市の郵便番号一覧”.   日本郵便. 2024年2月23日閲覧。
3. ↑  “市外局番の一覧” (PDF).   総務省 (2022年3月1日). 2022年3月22日閲覧。
4. ↑  “ナンバープレートについて”.   一般社団法人愛知県自動車会議所. 2024年1月21日閲覧。
5. ↑  豊田市では全体で住居表示は行われていない。“その他（住民票に関すること）よくある質問”.   豊田市. 2025年5月28日閲覧。
6. ↑  総務省統計局 (2014年3月28日). “平成7年国勢調査の調査結果(e-Stat) - 男女別人口及び世帯数 －町丁・字等” (CSV). 2021年7月20日閲覧。
7. ↑  総務省統計局 (2014年5月30日). “平成12年国勢調査の調査結果(e-Stat) - 男女別人口及び世帯数 －町丁・字等” (CSV). 2021年7月20日閲覧。
8. ↑  総務省統計局 (2014年6月27日). “平成17年国勢調査の調査結果(e-Stat) - 男女別人口及び世帯数 －町丁・字等” (CSV). 2021年7月21日閲覧。
9. ↑  総務省統計局 (2012年1月20日). “平成22年国勢調査の調査結果(e-Stat) - 男女別人口及び世帯数 －町丁・字等” (CSV). 2021年7月21日閲覧。
10. ↑  総務省統計局 (2017年1月27日). “平成27年国勢調査の調査結果(e-Stat) - 男女別人口及び世帯数 －町丁・字等” (CSV). 2021年7月21日閲覧。
11. ↑  “町名別小中学校区”.   豊田市. 2025年6月10日閲覧。